# Gibbsův zákon fází
Gibbsův zákon fází představuje kritérium rovnováhy v heterogenních soustavách. Tento zákon lze zapsat ve tvaru
{\displaystyle v=s-f+2\,,}
kde {\displaystyle v} je počet stupňů volnosti soustavy (tj. počet na sobě nezávislých intenzivních veličin, jejichž změnou není rovnováha porušena), {\displaystyle f} je celkový počet fází soustavy, a {\displaystyle s} je počet nezávislých (chemických) složek soustavy. Zákon je nazván podle svého objevitele J. W. Gibbse.

## Odvození
Pro odvození Gibbsova fázového zákona je nutné nejdříve popsat složení směsi a následně uplatnit omezující podmínky v důsledku termodynamické rovnováhy. 
Uvažujme libovolnou fázi systému, který obsahuje {\displaystyle s} složek. Její složení můžeme popsat {\displaystyle s-1} parametry (například zvolíme koncentrace libovolných {\displaystyle s-1} složek – koncentraci posledních složky již můžeme dopočíst). Když neuvažujeme rovnováhu, můžeme takto zvolit složení každé z {\displaystyle f} fází, proto lze složení systému popsat {\displaystyle (s-1)\cdot f} intenzivními veličinami. Započteme-li pak i termodynamické veličiny, dostaneme celkem {\displaystyle (s-1)\cdot f+2} intenzivních veličin pro popis systému. 
Systém, který popisuje Gibbsův zákon, se ale nachází v rovnováze, proto je nutné uvážit omezující podmínky, které z této rovnováhy plynou. Pro každou složku soustavy musíme tedy odečíst {\displaystyle f-1} veličin (obsahuje-li například systém vodu a led, tedy {\displaystyle f=2}, víme, že se na fázovém diagramu nacházíme na křivce tání a tlak je tedy již jednoznačně určen teplotou a naopak, proto stačí pro popis o {\displaystyle (f-1)=1} méně veličin než kdybychom tuto termodynamickou podmínku neměli); celkem tedy máme po započtení všech složek {\displaystyle (f-1)\cdot s} omezení.
Odečtením počtu omezujících podmínek od celkového počtu intenzivních veličin pak skutečně dostáváme Gibbsův zákon fází.
{\displaystyle v=[f\cdot (s-1)+2]-[s\cdot (f-1)]=s-f+2\,.}

## Příklad

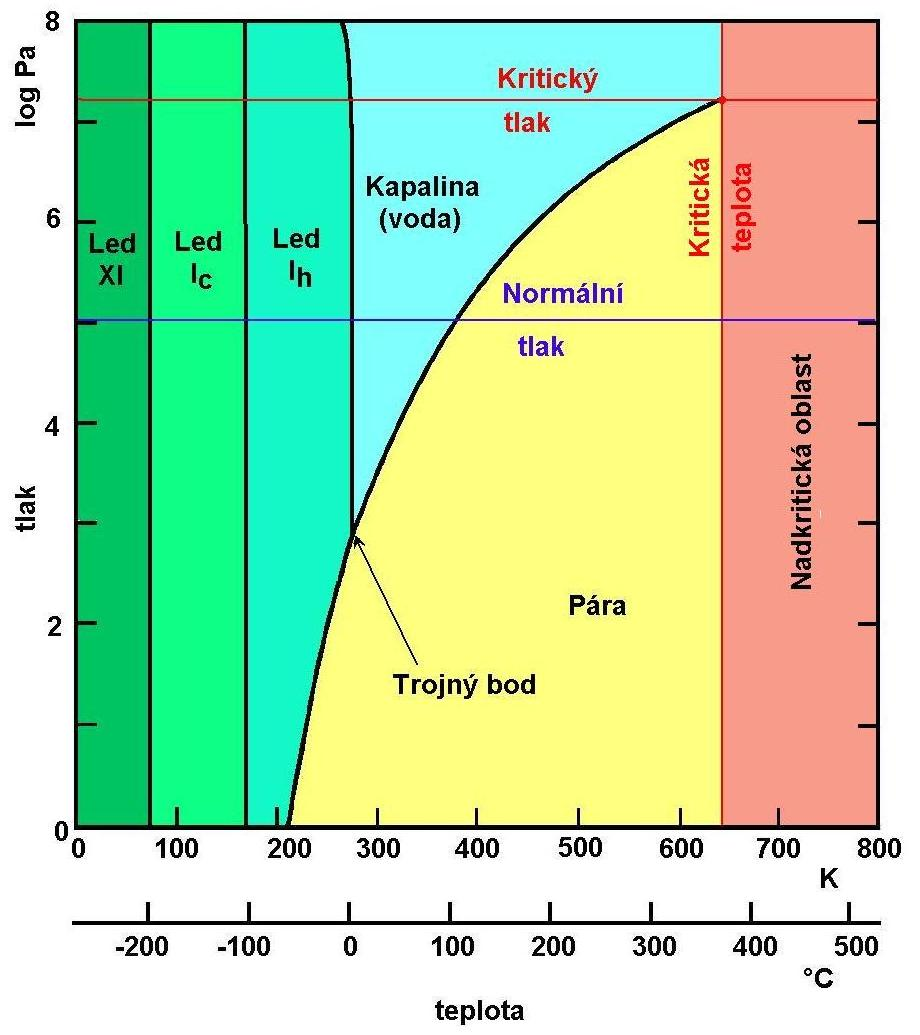
Příklad fázového diagramu vody. Je vidět, že na rozhraní mezi kapalnou a pevnou fází musíme při zvýšení tlaku trochu snížit teplotu, aby byla směs ledu a vody stálá. Volně můžeme pohybovat tedy vždy jen s jednou veličinou.

Jako příklad můžeme uvést heterogenní směs ledu a kapalné vody, která bude ve stavu termodynamické rovnováhy (s níž se setkáváme např. při kalibraci teploměru), což mj. znamená, že už v ní nebude probíhat tepelná výměna a tak se látková množství v daných skupenstvích nebudou měnit. V takovém případě položíme {\displaystyle s=1}, protože se zde vyskytuje pouze jedna chemická sloučenina (H2O), {\displaystyle f=2}, protože led a voda jsou dohromady dvě různé fáze, a {\displaystyle v} potom vychází {\displaystyle 1}, protože pokud budeme měnit jednu intenzivní veličinu (např. tlak), všechny ostatní intenzivní veličiny (např. teplota) jsou na tomto tlaku závislé, aby mohla být zachována rovnováha. Jinými slovy: směs ledu a vody je systém, jehož stav lze na fázovém diagramu vody umístit na hraniční křivku mezi pevným a kapalným skupenstvím. Aby systém na této křivce zůstal, ke změně jedné veličiny náleží jasně daná změna druhé veličiny.
Zase v případě systému jedné fáze bychom v diagramu měli na výběr posun v obou souřadnicích. Fázové pravidlo udává totiž o jeden stupeň větší {\displaystyle v}, protože {\displaystyle f} je o jednu menší. Na příkladu vody by to byl systém sestávající např. pouze z kapalného skupenství. Bylo by možné měnit tlak i teplotu (v určitých mezích), aniž bychom se mimo toto skupenství dostali.